# Inhulivka, Berîslav
Inhulivka (în ucraineană Інгулівка) este un sat în comuna Kirove din raionul Berîslav, regiunea Herson, Ucraina.

## Demografie
Componența lingvistică a localității Inhulivka
     Ucraineană (95,99%)
     Rusă (2,55%)
     Alte limbi (0,72%)
Conform recensământului din 2001, majoritatea populației localității Inhulivka era vorbitoare de ucraineană (95,99%), existând în minoritate și vorbitori de rusă (2,55%).